# セストスシティ
セストスシティ（英語: Cestos City）はリベリアの都市である。リバーセス郡の中心地（郡都）である。セストス川の河口近くにある。
2007年ごろまではリバーセス（英語: River Cess）と呼ばれていた。